# Paistu (ancienne commune)
La commune de Paistu est une ancienne commune rurale estonienne de la région de Viljandi.
La commune de Viljandi a été créée par la fusion des communes de Paistu, Pärsti, Saarepeedi et de Viiratsi, à la suite des élections municipales du 20 octobre 2013.

## Description

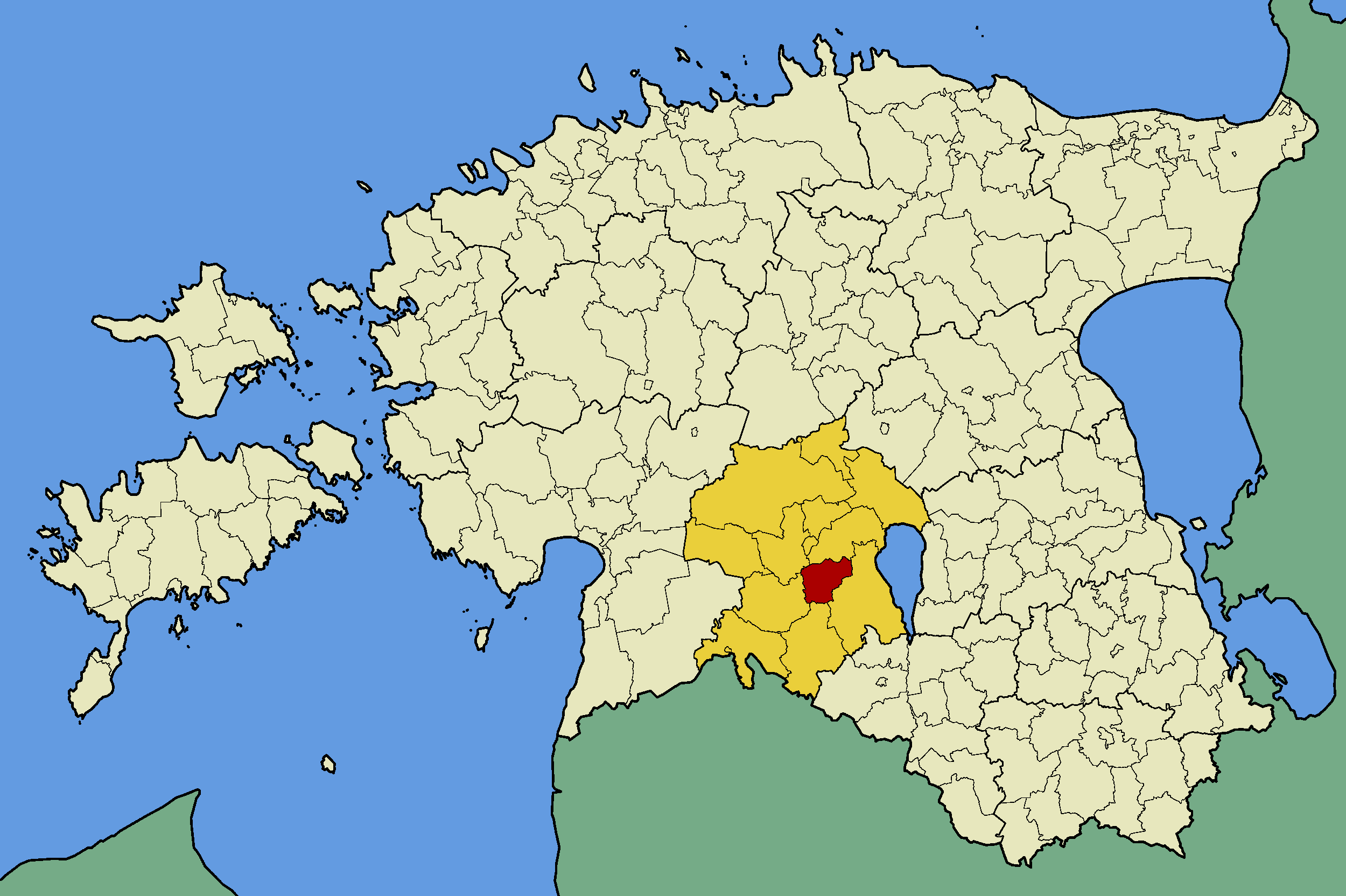
Commune de Paistu (en rouge) dans le Viljandimaa (en jaune).

Elle comptait 1 399 habitants(01/01/2012) et s'étend sur une surface de 128,59 km2. Elle se trouve à 13 km au sud de Viljandi.

## Municipalité
Le village de Paistu  est le chef-lieu administratif. La commune comprend  16 villages:

### Villages
Aidu, Hendrikumõisa, Holstre, Intsu, Kassi, Lolu, Loodi, Luiga, Mustapali, Paistu, Pirmastu, Pulleritsu, Rebase, Sultsi, Tömbi, Viisuküla.

## Histoire
Paistu a été mentionné pour la première fois en 1231. Le village a été totalement anéanti lors de la peste de 1710-1711 qui frappa aussi la Prusse voisine. Ce n'est que dans la première moitié du XIXe siècle que le village a retrouvé vie autour de l'agriculture.
La plus grande partie de la commune se trouve aujourd'hui située dans le parc naturel de Loodi. Cette région couverte de lacs et de forêts est prisée des touristes en été, et des skieurs de fond en hiver.